# Jałowiec nadbrzeżny
Jałowiec nadbrzeżny (Juniperus conferta) – gatunek rośliny z rodziny cyprysowatych (Cupressaceae). W naturze rośnie w zachodniej części wyspy Hokkaido, na wybrzeżach wysp Honsiu, Kiusiu oraz na Sachalinie.
Płoży się po ziemi. Może osiągać 3 m średnicy, dorasta najwyżej do 40 cm wysokości. Jest gęsty i rozłożysty. Igły odmiany typowej szarozielone, o długości do 2,5 cm, ostro zakończone i wklęsłe.
Rośnie na stanowiskach słonecznych i półcienistych, na umiarkowanie żyznej glebie, lekkiej i przepuszczalnej. Nadaje się na rabaty i do ogródków skalnych, nad wodę i jako roślina okrywowa.